# Ваталино (Вологодская область)
Ваталино — деревня в Вологодском районе Вологодской области.
Входит в состав Сосновского сельского поселения, с точки зрения административно-территориального деления — в Сосновский сельсовет.
Расстояние по автодороге до районного центра Вологды — 31,5 км, до центра муниципального образования Сосновки — 12 км. Ближайшие населённые пункты — Горка, Трофимово, Боково, Починок-1, Мормужево, Левино, Лантьево.
По данным переписи в 2002 году постоянного населения не было.